# Received Pronunciation
Received Pronunciation (RP), zwany również BBC English lub King’s (Queen’s) English – wymowa i akcent angielszczyzny ogólnej używanej w Anglii. Stosunek języka standardowego do dialektów lokalnych jest zbliżony do istniejącego w innych językach europejskich. Choć RP nie jest w żaden sposób uprzywilejowany językowo, czynniki socjolingwistyczne sprawiają, że używanie tego wariantu języka nadaje mówiącemu prestiż na terytorium Anglii i Walii. Od czasów II wojny światowej istnieje coraz większe przyzwolenie na nauczanie i używanie języka angielskiego w innej formie niż standardowa. Przyjmuje się, że wariantem RP w najczystszej postaci operuje ok. 2 procent Brytyjczyków. Według Abercrombiego używanie wersji RP daje pewne przywileje w stosunku do dialektów lokalnych; nie daje ich jednak za granicą. Wariant wymowy RP jest z natury formalny, toteż jego używanie w sytuacjach potocznych może stwarzać wrażenie zbytniego patosu i sztuczności.

## NaturaReceived Pronunciation
Received Pronunciation jest rodzajem wymowy i akcentu, a nie dialektu (gramatyki i słownictwa). Osoba stosująca wymowę RP posługuje się najczęściej gramatyką angielszczyzny ogólnej, choć odwrotna relacja już nie zawsze jest tak oczywista, gdyż można stosować ustandaryzowane normy językowe, używając wymowy właściwej dla danego dialektu lub wariantu lokalnego. Panuje przekonanie, że RP oparta jest na wymowie południa Anglii, jednak najwięcej wspólnego ma z dialektami hrabstw Northamptonshire, Bedfordshire i Huntingdonshire.
Termin Received Pronunciation użyty został po raz pierwszy w 1869 r., a do powszechnego obiegu wszedł na początku XX wieku w pracach H.C. Wylda (A Short History of English) (1914) oraz Daniela Jonesa (An Outline of English Phonetics). Czasem określa się go jako oksfordzki angielski, co jest o tyle mylące, że określenie to odnosi się nie do mowy mieszkańców Oksfordu, a wyłącznie środowisk akademickich Uniwersytetu w Oksfordzie.

## Historia
Standaryzacja języka pisanego rozpoczęła się w IX i X w. i były to zmiany przyjmowane przez zdecydowaną większość użytkowników języka. O wiele więcej różnic i niejasności istniało w języku mówionym, zważywszy na różnice w dźwiękach charakterystycznych dla dialektów i odmian lokalnych. Ponieważ dźwięki zmieniają się dość szybko, dochodzi do rozbieżności między starszym a młodszym pokoleniem użytkowników języka; mowa młodzieży uważana jest przez starsze pokolenie za niedbałą, a nawet niechlujną. Ponadto w czasach, kiedy nie było powszechnych migracji ludności między regionami, mowa poszczególnych społeczności rozwijała się w różnych kierunkach i z różną prędkością. Z tego powodu angielszczyzna jest dość zróżnicowana fonetycznie pod względem geograficznym. Na dodatek, przynajmniej od XVII w. w Wielkiej Brytanii wyrobiło się przekonanie o wyższości jednych odmian języka nad innymi. W XI w. jeden z akcentów zaczął zyskiwać prestiż społeczny – wymowa południowo-wschodniej Anglii, a w szczególności Londynu, używana przede wszystkim na dworze królewskim. Mimo to wielu nie rezygnowało z wariantów regionalnych, i tak np. sir Walter Raleigh konsekwentnie używał akcentu z Devonu. Tymczasem język używany w sytuacjach oficjalnych, w tym język dworu, mimo że pochodził z Londynu, z czasem gubił londyńskie cechy. Ostatecznie ustabilizował się jako język klas rządzących, głównie przez konformizm prywatnych szkół w XIX wieku. Jego coraz większy wpływ na cały kraj spowodował, że rozpoznawany był nie tyle jako regionalny, a klasowy. Wraz z upowszechnianiem się edukacji powstała sytuacja, w której człowiek wykształcony mógł nie należeć do wyższych sfer i używać swego akcentu regionalnego. Z drugiej strony, żądni awansu społecznego czuli się w obowiązku dostosowania akcentu do standardów społecznych warstw, do których aspirowali. W taki sposób wymowa stała się znakiem pozycji społecznej.

## Społeczna sytuacjaReceived Pronunciation
Nazwa Received Pronunciation, która została po raz pierwszy użyta w 1869 r., sugeruje nie wprost, że standard ten jest bardziej oparty na opinii społecznej, niż na oficjalnych normach regulujących poprawność wymowy. Gimson wskazuje, że słowo received w tym kontekście oznacza „akceptowalny”. Jego użycie i akceptacja wzrosła wraz z nadejściem radia i telewizji. Standard ten przyjęła British Broadcasting Corporation, głównie z powodu zrozumienia i powszechnej akceptowalności, przy najmniejszych uprzedzeniach ze strony społeczności regionalnych. Na samym początku BBC zatrudniała spikerów ze śladami akcentu regionalnego, co wzbudzało protesty głównie wśród użytkowników tego wariantu angielszczyzny. Received Pronunciation zaczęła być kojarzona z BBC, a jej angielszczyzna zyskała nazwę BBC English. I choć w ostatnich latach BBC i inni nadawcy ogólnokrajowi stali się tolerancyjni w stosunku do akcentów regionalnych, RP jest najczęściej używanym wariantem angielszczyzny w stacjach krajowych. Inną przyczyną przyjęcia Received Pronunciation jako standardu był fakt, że w pierwszej połowie XX w. wykładowcy na uniwersytetach i konsekwentnie autorzy podręczników musieli kończyć system szkolnictwa prywatnego, tzw. public schools, w których ten typ akcentu był powszechny.
Oprócz standardu RP istnieje kilka alternatywnych na czele ze Standard Scottish English (SSE), który jest akceptowany od co najmniej lat 80. XX wieku. Mimo coraz większej obecności w mediach, dialekty miejskie Liverpoolu, Manchesteru czy Newcastle uważane są za brzydkie lub dziwne. Z drugiej strony, użycie RP, szczególnie w jego najczystszej formie, może być obecnie uważane za barierę społeczną, jako popisywanie się lub chęć zaznaczenia własnej wyższości. Używający RP zdają sobie sprawę, że stanowią nikły procent użytkowników języka. Świadomość akcentu jest coraz powszechniejsza, jeszcze w latach 30. XX w., kiedy pojawiły się pierwsze filmy dźwiękowe, amerykańska angielszczyzna uważana była za dziwną i trudną do zrozumienia. Obecnie świadomość ta została podniesiona przez fale imigrantów, którzy mówią po angielsku z różnym stopniem kompetencji językowej i używają wielu akcentów.
Received Pronunciation uważana jest jako poprawna w swojej ustalonej już formie, wszelkie nowości są stygmatyzowane. Najszerzej akceptowane są formy tradycyjne. Jeśli chodzi o melodię zdaniową czy fonemiczną strukturę wyrazu, podejście to może przynieść efekt w postaci użycia wariantu konserwatywnego w sytuacji formalnej i wariantu bardziej nowoczesnego w mniej formalnych sytuacjach, np. unikanie asymilacji /tj/ – /ʧ/ i wymawianie w formalnych sytuacjach /ˈkriːtjə/, a w mniej formalnych /ˈkriːʧə/.
Jeśli chodzi o odmienności w obrębie fonemów, użytkownicy RP nie są do końca świadomi faktu, że używane przez nich dźwięki ulegają zmianom. Często podnosi się zastrzeżenia co do używania zwarcia krtaniowego, tradycyjnie kojarzonego z wariantem cockney, a jednak jest coraz częściej używany jako zmiennik /t/ przedspółgłoskowego, szczególnie u użytkowników RP w wieku średnim i poniżej.

## RodzajeReceived Pronunciation
RP nie jest jednolitym tworem; istnieje kilka jej odmian i możliwa jest alternatywna wymowa tych samych wyrazów. Część fonetyków wyodrębnia trzy zasadnicze odmiany RP: conservative, używana głównie przez ludzi starszych, mainstream, niedająca się związać z wiekiem ani statusem mówiącego i wreszcie contemporary, charakterystyczna dla młodszych użytkowników języka.
Nieco inaczej klasyfikuje odmiany brytyjski fonetyk A.C. Gimson. Według jego typologii istnieją trzy rodzaje Received Pronunciation:
- General RP,
- Refined RP,
- Regional RP.

Żadna z tych odmian nie ma ściśle i precyzyjnie określonych list cech; są one wariantywnymi zbitkami językowymi, mogącymi się znacznie różnić w indywidualnych przypadkach. Takoż i nie istnieją ścisłe granice pomiędzy tymi trzema odmianami, jak również między RP i odmianami regionalnymi. Bywają użytkownicy, którzy używając General RP wykazują jedną z cech Refined lub Regional.

### Refined RP
Refined RP jest odmianą tradycyjnie kojarzoną z wyższymi klasami społecznymi i jest charakterystyczna dla zawodów, do których rekrutowano z rodzin klas wyższych, np. oficerów Royal Navy. O ile odmiana ta swojego czasu była powszechna, obecnie notuje bardzo wyraźną tendencję spadkową. Fonetyk A. C. Gimson uważa, że jednym z powodów jest postrzeganie tej odmiany przez innych użytkowników za afektowaną. Gimson sugeruje, że określenie refined (wyrafinowany) użyty jest tu nieprzypadkowo, a sami używający tej odmiany są wyśmiewani. Szczególnie charakterystyczne dla affected RP jest wymawianie dyftongu /əʊ/ jako [ɛʊ] i otwartego szwa jako kończącego dyftongi /ɪə/, /eə/ i /ʊə /. Ponadto samogłoska /ɜː/ jest wymawiana bardzo wysoko we wszystkich pozycjach, a samogłoska /æ/ jest zdyftongizowana i wymawiana jako [ɛæ].

### Regional RP
O ile odmiana Refined RP odzwierciedla różnice klasowe i jest homogeniczna, o tyle Regional RP jest zróżnicowana geograficznie i ma kilka wariantów, w zależności od regionu i np. Gimson zauważa, że powinno raczej mówić się o „regionalnych RP”, w liczbie mnogiej. Dla innych fonetyków, pojęcie „regionalna RP” jest wewnętrznie sprzeczne. Regional RP bazuje na RP ogólnej, różniąc się od niej kilkoma cechami w zależności od lokalizacji regionu. Przykładowo, samogłoskowa wymowa [ɫ] (tzw. ciemnego „l”) jako [ʊ] w takich słowach jak held czy ball jest charakterystyczna dla cockney i kilku innych akcentów regionalnych, jednak jest praktycznie niezauważana przez użytkowników RP. Równie akceptowane jest użycie /æ/ w miejsce /ɑː/ przed bezdźwięcznymi spółgłoskami trącymi w takich wyrazach jak bath, after, past, charakterystyczne dla akcentów północnej Anglii. Istnieją jednak cechy akcentów regionalnych nieakceptowane w ogólnym standardzie RP, na przykład użycie dark l [ɫ] między samogłoskami, które występuje w cockneyu, np. wymawianie water jako [ˈwɔːɁə] albo równorzędne traktowanie /ʌ/ i /ʊ/, charakterystyczne dla dialektów północnych: much, cup wymawianych jako [mʊʧ], [kʊp]. Sam koncept regional RP wynika z faktu, że obecnie tolerancja dialektów jest coraz powszechniejsza niezależnie od kontekstu społecznego.

### Estuary EnglishaReceived Pronunciation
W Londynie i okolicach występuje specyficzna odmiana Received Pronunciation znana jako Estuary English („angielski ujścia rzeki” Tamizy i jest ona modyfikacją RP w stronę odmiany cockney). Odmianie tej nadano nazwę Estuary English ponieważ przypuszczano, że przemieszcza się ona z Londynu wzdłuż ujścia Tamizy do hrabstw Essex i północnego Kentu. Jednak zaobserwowano ekspansję tej wersji wymowy nie tylko w okolicach Londynu, ale w okolicach daleko położonych od stolicy Anglii: Bristolu, Manchesteru, Hull, Newcastle, a nawet Glasgow. Jednym z powodów popularności Estuary English jest uniknięcie stygmatyzacji jako posh (pejoratywne określenie na ludzi z wyższych sfer, szczególnie, choć nie tylko w odniesieniu do ich akcentu). Innym powodem jest przyjęcie tego właśnie akcentu przez aspirującą młodzież używającą wariantów regionalnych RP – jest zatem przejawem pewnej mody wśród ludzi chcących zachować street credibility, czyli wiarygodność wśród ludzi ulicy.

## Received Pronunciationjako model międzynarodowy
RP jest tradycyjnie nauczany jako wzorzec wymowy brytyjskiej i najdokładniej opisany w podręcznikach fonetyki. Obecnie języka angielskiego jako pierwszego używa ok. 320 mln osób, z czego stosunkowo niewielu z nich używa go jako języka ojczystego i większość z nich to Amerykanie. Około 150 milionów osób używa języka angielskiego jako języka oficjalnego głównie w lokalnych wariantach wymowy, np. w Indiach. W tej sytuacji demograficznej istnieją dwa silne standardy: RP i General American, przy czym modele oparte na Received Pronunciation są częstsze. RP wybierana jest jako standard w nauczaniu i opisie języka z różnych powodów. Językoznawca i fonetyk Peter Roach ujmuje to tak: RP jest po prostu wygodna, która, niestety, ma złe skojarzenia z klasami i pozycją. Osobiście wybieram akcent BBC jako najlepszy model do opisu języka.

## Dźwięki wReceived Pronunciation
Na system dźwiękowy Received Pronunciation składają się samogłoski, dyftongi i spółgłoski.

### Samogłoski

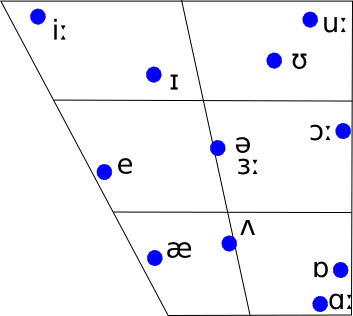
Samogłoski angielskie na diagramie Jonesa

Na system fonetyczny Received Pronunciation składa się 12 samogłosek i 8 dyftongów. W języku angielskim występuje zjawisko iloczasu, tzn. samogłoski dzielą się na długie i krótkie. Na długość samogłoski w wyrazie wpływają: naturalna długość samogłoski oraz jej kontekst: najdłuższe są samogłoski naturalnie długie przed spółgłoską dźwięczną, a najkrótsze – samogłoski krótkie przed spółgłoską bezdźwięczną. Ogólnie można wyróżnić 4 różne długości samogłosek.
Angielskie samogłoski w wymowie Received Pronunciation opisuje następująca tabela:
|                    | Przednie | Przednie | Centralne | Centralne | Tylne   | Tylne |
| długie             | krótkie  | długie   | krótkie   | długie    | krótkie |       |
| ------------------ | -------- | -------- | --------- | --------- | ------- | ----- |
| Przymknięte        | iː       |          |           |           | uː      |       |
| Prawie przymknięte |          | ɪ        |           |           |         | ʊ     |
| Półprzymknięte     |          | e        |           |           |         |       |
| Średnie            |          |          |           | ə         |         |       |
| Półotwarte         |          |          | ɜː        |           | ɔː      | ʌ     |
| Prawie otwarta     |          | æ        |           |           |         |       |
| Otwarte            |          |          |           |           | ɑː      | ɒ     |

W RP istnieją następujące cechy samogłosek:
- Wszystkie samogłoski angielskie (oprócz tryftongów) zmieniają swoją długość w zależności od kontekstu fonetycznego, choć istnieją np. w szkockiej odmianie języka angielskiego[18]. I tak następująca po samogłosce głoska dźwięczna wydłuża ją, a bezdźwięczna skraca. Na przykład /æ/ w wyrazie had /hæd/ jest dłuższe niż w wyrazie hat /hæt/. Ponadto samogłoski z natury długie skracają swą długość, jeśli są pierwszym elementem dyftongu.
- Długość samogłoski zależy od tego, ile sylab po sylabie akcentowanej znajduje się w wyrazie: im więcej występuje sylab, tym samogłoska jest krótsza[19]. Odpowiednio /uː/ jest dłuższe w wyrazie lose niż w loser, /e/ jest dłuższe w beg niż w beggar.
- Występują różnice zależne od rytmu i intonacji (dependent on rhythm). Samogłoski stojące przed sylabą akcentowaną są wymawiane szczególnie krótko, i tak /ɑː/ w wyrazie artilery /ɑːˈtɪlerɪ / jest krótsze niż w art /ɑːt/.
- W niektórych wyrazach samogłoskę /æ/ wymawia się dłużej niż w innych, w tym samym kontekście fonetycznym. /æ/ w bad, sad, mad jest na ogół dłuższe niż np. w lad, w man jest dłuższe niż w can. Są to jednak różnice sporadyczne i są wynikiem historycznego rozwoju języka[20].

### Dyftongi

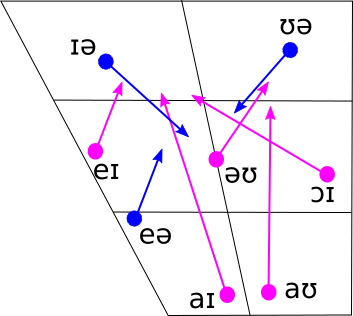
Angielskie dyftongi na diagramie Jonesa Kolorem różowym zostały zaznaczone dyftongi przymykające, niebieskim – centrujące

W języku angielskim występują również dwugłoski zwane dyftongami. Dzielą się na dwie grupy: dyftongi zamykające, tzn. dążące od samogłoski bardziej otwartej do samogłoski bardziej przymkniętej oraz dyftongi centrujące (dośrodkowe), w których drugą samogłoską jest szwa. Oprócz tego istnieją trzy tryftongi, czyli dźwięki złożone z trzech samogłosek.
System angielskich dyftongów:
| Dwugłoski    | Zamykające | Zamykające |       | Centrujące |
| Dwugłoski    | do /ɪ/     | do /ʊ/     |       | Centrujące |
| Od wysokiego |            |            | ɪə ʊə |            |
| od średniego | eɪ ɔɪ      | əʊ         | eə    |            |
| od niskiego  | aɪ         | aʊ         |       |            |

### Spółgłoski
Pełny podział spółgłosek Received Pronunciation pod względem miejsca i sposobu artykulacji przedstawia tabela:
|                     | dwuwargowe | wargowo- zębowe | międzyzębowe | dziąsłowe | zadziąsłowe | podniebienne | miękkopodniebienne | krtaniowe |
| ------------------- | ---------- | --------------- | ------------ | --------- | ----------- | ------------ | ------------------ | --------- |
| zwarte              | p b        |                 |              | t d       |             |              | k ɡ                |           |
| nosowe              | m          |                 |              | n         |             |              | ŋ                  |           |
| szczelinowe         |            | f v             | θ ð          | s z       | ʃ ʒ         |              |                    | h         |
| zwarto- szczelinowe |            |                 |              |           | tʃ dʒ       |              |                    |           |
| półotwarte          |            |                 |              | ɹ         |             | j            | w                  |           |
| boczne              |            |                 |              | l         |             |              |                    |           |

W Received Pronunciation istnieją formy słabe, które pojawiają się w nieakcentowanych pozycjach: inna jest np. wymowa: Yes, I could /jes aɪ 'kʊd/ i I could go there /aɪ kəd’gəʊ ðeə/. Osłabieniu ulegają zwłaszcza czasowniki modalne, zaimki, przyimki. Obecność form słabych jest o wiele częstsza w mowie potocznej, niż w języku mediów czy oficjalnych przemówień.

## Zmiany w obrębieReceived Pronunciation
Poniżej opisane zmiany obejmują okres od roku 1940 i nie dotknęły jeszcze wszystkich użytkowników języka.

### Zmiany prawie zakończone
Zmiany, które dotknęły zdecydowaną większość użytkowników Received Pronunciation (stan na rok 2007):
- zanikła różnica między /ɔː/ i dyftongiem /ɔə/; w wyrazach paw, poor i pore występuje wyłącznie /ɔː/
- zanikło /j/ po spółgłoskach /l/, /s/ i /z/ w takich wyrazach jak luminous /ˈluːmɪnəs/, suit /suːt/ i exhume /ɪgˈzuːm/
- dyftong /eə/ stał się pojedynczą samogłoską /ɛː/ jak w wyrazach fare /fɛː/, tear /tɛː/
- spółgłoska /r/ wymawia się jako aproksymantę podniebienną [ɹ] we wszystkich pozycjach, zanikło [ɾ] w pozycjach między interwokalicznych (międzysamogłoskowych), wyrazy typu very i error wymawiane są raczej jako [ˈveɹɪ], [ˈeɹə] niż [ˈveɾɪ], [ˈeɾə]
- dyftong /əʊ/ wymawiany jest jako [əʊ], a nie [oʊ] w takich wyrazach jak older [ˈəʊldə], boat [bəʊt], comb [kəʊm]
- zbitki /tj/ i /dj/ w pozycjach nieakcentowanych przeszły w /ʧ/ i /ʤ/: culture /ˈkʌlʧə/, soldier /ˈsəʊlʤə/.

### Zmiany ustabilizowane
Zmiany dotyczą wymowy większości użytkowników Received Pronunciation (stan na rok 2007):
- dźwięk /ə/ w wielu przypadkach zastąpił samogłoskę /ɪ/. I tak np. w prawie wszystkich wariantach przyrostek -ity wymawiany jest przez szwa, np. quality → /ˈkwɒlətɪ/, wymowa słowa palace oscyluje między /ˈpælɪs/ i /pæləs/, podczas gdy pocket wymawia się /ˈpɒkɪt/
- samogłoska /ɔː/ zastąpiła dyftong /ʊə/, zwłaszcza w jednosylabowych wyrazach takich jak sure, poor, cure, tour. Zmiana ta jest uwarunkowana leksykalnie, w niektórych słowach jednosylabowych, np. pure i wielosylabowych, takich jak curious, puerile, secure zmiana taka jest mniej prawdopodobna niż w innych, podczas gdy w takich wyrazach jak dour czy gourd zmiana jest niemożliwa. Tak samo niemożliwa jest w słowach pochodzących od słów z /u:/ i sufiksowanych z /ə/, np. doer, fewer, newer. sewer, viewer
- końcowe /ɪ/ zastąpiło /iː/ w wyrazach typu city, pretty, happy, witty, hearty, dirty, aczkolwiek najnowsze wydania słowników wymowy zaznaczają tę końcówkę jako /i/ bez znaku iloczasu, np. city /sɪti/, prawdopodobnie aby zaznaczyć krótkość i niezdolność do dyftongizacji, np. settee /setiː/ w porównaniu z city /sɪti/[26]
- jakość samogłoski /æ/ jest zbliżona do /a/ w takich wyrazach jak mad, rat, flank, cap, bang. Jest to wymowa zbliżona do sposobu realizacji tej samogłoski w północnej Anglii, jednak samogłoska ta jest dłuższa niż jej północnoangielski odpowiednik
- glotalizacja: /t/ w pozycji przed spółgłoskę zmienia się w zwarcie krtaniowe [ʔ], np. not very → [noʔ veɹɪ]. Zjawisko jest jednak niemożliwe przed /l/, np. little /lɪtl/
- zanik /j/ przed /n/ w takich wyrazach jak news [nuːz], neuter [ˈnuːtə]. Prawdopodobnie to wpływ odmiany amerykańskiej[26]
- przesunięcie /ʊ/ i /uː/ do przodu /ʉ/, /ʉː/, np. soon [sʉːn]
- zbitki /tj/ i /dj/ w sylabach akcentowanych przeszły w /ʧ/ i /ʤ/
- używanie /ʒ/ tam gdzie kiedyś wymawiano /ʤ/, w takich wyrazach jak rouge, adagio, gigolo, genre, Beijing.

### Zmiany niedawne
Następujące zmiany są słyszane w Received Pronunciation, jednak nie są jeszcze typowe dla większości użytkowników (stan na r. 2007):
- dyftongi /ɪə/, /ʊə/ artykułowane jako samogłoski długie [iː], [uː]. Zmiana ta koliduje z innym, bardziej powszechnym trendem zamiany /ʊə/ na /ɔː/
- rezygnacja z zaokrąglenia ust przy artykulacji /ʊ/ i /uː/ i zamiana ich na [i] i [ɨ], np. wymowa good jako [gɨd], soon [siːn]. Częściej spotykane jest przesunięcie pozycji na przednią
- przesadne użycie intonacji wysokiej wznoszącej w zdaniach twierdzących w narracji konwersacyjnej, np. I was at Heath/row yesterday. They have a new duty-/free shop. Trend ten był obserwowany w Australii i Nowej Zelandii pod w latach 80–90 i nie jest jasne, jak dostał się do Wielkiej Brytanii. Gimson łączy go z popularnością australijskich oper mydlanych i dużą liczbą azjatyckich i australijskich ekspedientek w londyńskich sklepach[26]
- artykulacja /r/ bez podnoszenia czubka języka jako [ʋ] lub [ɰ], np. wymawianie wyrazu red jako [ɰed] lub [ʋed]. Cecha ta była przypisywana Estuary English, ale obecnie nie jest kojarzona jako typowa dla obszaru Londynu.

### Zmiany dopiero wchodzące doRP
Są to zmiany będące de facto normą w Londynie i okolicach (Estuary English), ale jeszcze nieakceptowane powszechnie w standardzie RP (stan na rok 2007):
- wokalizacja „ciemnego l” [ɫ] i wymawianie go jako [ʊ] w pozycji przedsamogłoskowej i wygłosowej, np. w wyrazach held, middle i fill wymawianych jako [heʊd], [ˈmɪdʊ], [fʊl]
- użycie zwarcia krtaniowego [ʔ] zamiast [t] przed samogłoską akcentowaną lub pauzą, np. not even [nɒʔ ˈiːvən], need it [niːd’iʔ], choć użycie [ʔ] przed /i/ i /e/ dalej postrzegane jest jako cecha typowo londyńska, zarówno w środku wyrazu, jak i między wyrazami: water [ˈwɔːʔə], got a [gɒʔ ə] czy fit it [fɪʔ ɪʔ]
- użycie szwy i spółgłoski niesylabicznej w miejscu, gdzie jest spółgłoska sylabiczna i w miejscach, gdzie użycie szwy było odbierane jako „dziecinne”, np. garden [ˈgɑːdən], bitten [ˈbɪtən], middle [ˈmɪdəl], bottle [ˈbɒtəl]
- zmiana drugiego elementu dyftongu /əʊ/ na przedni i wymawianie go [əʉ]. Geneza tego częstego w Londynie zjawiska nie jest jasna[28].